# Szent Zsigmond prépostsági templom
A Szent Zsigmond prépostsági templom a budai Várnegyedben 1410 körül épült, a mai Szent György téren állt, a volt Honvédelmi Minisztérium romos déli homlokzata előtt. Ebben a templomban temették el Mátyás király gyermekágyi lázban elhunyt első feleségét, Podjebrád Katalint, valamint II. Lajos szintén gyermekágyi lázban meghalt anyját, Candale-i Annát, akit 1516-ban férjével, II. Ulászlóval együtt Székesfehérvárott helyeztek örök nyugalomra. A török uralom alatt Kücsük dzsáminak nevezték. A templom megőrizte középkori alakját, de Buda visszafoglalásakor, 1686-ban súlyosan megsérült. Romjai még sokáig álltak.